# Superodontella
Superodontella is een geslacht van springstaarten uit de familie van de Odontellidae.

## Soorten
- Superodontella alpina
- Superodontella arvensis
- Superodontella aspinata
- Superodontella conglobata
- Superodontella delamarei
- Superodontella dilatata
- Superodontella distincta
- Superodontella empodialis
- Superodontella gisini
- Superodontella lamellifera
- Superodontella lolae
- Superodontella montemaceli
- Superodontella nana
- Superodontella orientalis
- Superodontella proxima
- Superodontella pseudolamellifera
- Superodontella scabra
- Superodontella selgae
- Superodontella sensillata
- Superodontella stachi
- Superodontella subiasi
- Superodontella vallvidrerensis